# Plo Koon
Plo Koon a Csillagok háborúja sorozatban szerepel, a Dorin bolygón született és az igen ritka Kel Dor fajba tartozik. Családjából már több híres Jedi is kikerült és Koonban is megérezték az Erőt, így elvitték Coruscantra tanítani, ahol a mestere Tyvokka vuki lett. Mestere a Jedi Tanács tagja volt. Első nagy megmérettetése a Stark Hiperűr Háború volt, ahol hősiesen harcolt legjobb barátjával, Qui-Gon Jinn-nel, Saesee Tinnel és egyéb híres Jedikkel. 
Az ötödik csatában mestere, Tyvokka meghalt, így Plo Koonnak kellett átvennie a csapatokat, akiket higgadtságával, egyszerű látásmódjával hihetetlen győzelmekhez segítette, így a háború a Köztársaság győzelméhez vezetett. Plo Koon nagyon sok jedit képezett ki, például saját unokahúgát, Sha Koont vagy Bultar Swant. A Hiperűr háború végén mestere helyébe ő ülhetett a tanács egyik székébe, és a legszélén, Mace Windu mellett foglalt helyet.

## A háború előzményei
A Jedi Tanács látása eléggé elhomályosult a Köztársaság vége felé, a Kereskedelmi Szövetség által megidézett blokádot egyszerűen csak politikai zűrzavarnak tartották. Mikor Qui-Gon Jinn közölte, hogy a tatuini támadója egy sith volt, a tanács összes tagja, így Koon is, úgy gondolta, hogy az lehetetlen, mert a sithek ezer éve kihaltak. Tévedtek. Qui-Gon-t megölte Darth Maul, aki csak tanítvány volt, de a blokádnak vége szakadt és a neimoidiaiakat Coruscantra vitték elítélésre. A tanács tagjai részt vettek a nabooi ünneplésnél és a jedi elhamvasztásánál.
Plo Koon egyike volt 10 évvel később azoknak a Jediknek, akik elindultak kimenteni a szeparatisták fogságából Anakin Skywalkert, Obi-Wan Kenobit és Padmé Amidalát. Koon, Ki-Adi-Mundi és Aayla Secura sikeresen egészítették ki egymást és hárman szorgalmasan irtották a csúcsszuper Techno Uniós droidokat, de a számbeli fölény győzött és mindössze maroknyi túlélő maradt, ám végül Yoda mester és a megérkező klónok megnyerték a csatát, de ezzel kitört a háború.

## Klón Háborúk
Plo Koon kitűnő vadászpilóta volt, egyesek szerint még Anakin Skywalkert is túlszárnyalta. Győzelemre vitte csapatait a Brentaal IV-en, később pedig a Rendili bolygón lévő csatában remekelt. Később pedig a hutt körzetekben lévő Boz Cityben robbantotta szét klón századával a szeparatista állomáshelyeket. A háború vége felé a Neimoidia körzetben tisztogatta az ellent, de a főbolygó Cato Neimoidia túlzottan is megerősödött, így ott állóháború alakult ki, ami lekötötte Koont. Delta-7 gépével folyamatos támadásokat indított a hídváros ellen, ekkortájt lépett érvénybe a 66-os számú parancs: Jag, klón parancsnok hátulról kilőtte a magabiztosan elől haladó Kel Dor mestert, akinek hajója többszörösen felrobbant és Koon feje nekicsapódott az irányító panelnek, mielőtt eltűnt a tűzforgatagban.

## Érdekességek
- Plo Koont Alan Ruscoe játszotta az első részben, és Matt Sloan a II. és III. részben.
- Plo Koon nevét Nick Dudman találta ki, aki egyéves fiát „Plomkoon”-nak becézte. Lucas kivette a szó közepéről az "m" betűt, és így született meg a Jedi Tanács 12. tagja.
- A korai tervekben úgy volt, hogy a Kaminóra a második részben Obi-Wannal tart Plo Koon is, ahol végül is Jango Fett megölte volna, de úgy vélték, hogy a hős Kel Dorhoz ilyen szánalmas halál nem méltó, így ezt a részt kitörölték.
- Fénykardja kék